# 農林漁業有機物資源のバイオ燃料の原材料としての利用の促進に関する法律
農林漁業有機物資源のバイオ燃料の原材料としての利用の促進に関する法律（のうりんぎょぎょうゆうきぶつしげんのバイオねんりょうのげんざいりょうとしてのりようのそくしんにかんするほうりつ、平成20年5月28日法律第45号）は、バイオ燃料の促進に関する日本の法律である。
2008年5月28日に公布され2008年10月1日に施行された。条文が20条、附則が2条ある。
「農林漁業有機物資源のバイオ燃料の原材料としての利用の促進に関する基本方針」「生産製造連携事業計画」「研究開発事業計画」の作成、関連法の特例措置などを規定している。